# Misraq Hararghe
La zone  Misraq Hararghe,  ou Est Hararghe, est l'une des 20 zones de la région Oromia en Éthiopie. Elle forme l'extrémité nord-est de la région Oromia et enclave la région Harar. Ses principales villes sont Alemaya et Babille.

## Nom
La zone Misraq Hararghe (Est Hararghe) et sa voisine Mirab Hararghe (Ouest Hararghe) tiennent leur nom de l'ancienne province Hararghe et de sa capitale Harar. La zone Misraq Hararghe entoure la ville et région Harar qui — bien que formant une enclave administrative autonome à l'intérieur de la zone — reste son centre administratif et sa métropole. 

## Woredas
De 1994 au début des années 2000, la zone était composée de 15 woredas. De nouveaux woredas apparaissent au recensement de 2007 : Gola Oda (en) et Meyu (en), subdivisions de l'ancien woreda Gola Odana Meyumuluke ; Midega Tola (en), subdivision de Fedis ; et Chinaksen (en), partie d'un ancien district de Djidjiga intégrée à la région Oromia.
En 2007 et jusque dans les années 2010, la zone est composée de 18 woredas, :
- Babille
- Bedeno
- Chinaksen (en)
- Deder
- Fedis
- Girawa
- Gola Oda (en)
- Goro Gutu
- Gursum
- Haro Maya
- Jarso
- Kersa
- Kombolcha
- Kurfa Chele
- Malka Balo
- Meta
- Meyu (en)
- Midega Tola (en)

Par la suite, à la fin des années 2010 ou au début des années 2020, les villes d'Aweday, Babille, Deder et Haromaya deviennent des woredas indépendants et de nouvelles subdivisions[Où ?] forment les woredas « Goro Muti » et « Kumbi ». Une liste récente compte ainsi 24 woredas dans la zone Misraq Hararghe.

## Géographie
La zone Misraq Hararghe est bordée par la région Somali et Dire Dawa au nord, par la région Somali à l'est et au sud, par la zone Bale au sud-ouest, par la zone Mirab Hararghe à l'ouest et, intérieurement, par l'enclave de la région Harar.
Mis à part le sud des woredas Gola Oda et Meyu où les vallées limitrophes de la zone Bale et de la région Somali s'abaissent en dessous de 1 000 m, la zone présente un relief de plateaux entre 1 000 et 2 500 m d'altitude avec des sommets plus élevés tels que Gara Muleta[Où ?].
Elle se situe principalement dans le bassin versant du Chébéli par les rivières Galetti, Ramis, Erer et Fafen.
Les terres arables produisent notamment du café.
La zone comprend quelques espaces protégés tels que le sanctuaire de la vie sauvage de Harar et le sanctuaire des éléphants de Babille au sud de Babille.
La route Awash-Harar-Djidjiga dessert le nord de la zone.
La zone compte une trentaine de localités urbaines en 2007 dont une dizaine dépassent 7 000 habitants.
- Misraq Hararghe
- espace protégé
- Chébéli

| Ville ou localité urbaine | Population 2007 | Woreda         |
| ------------------------- | --------------- | -------------- |
| Alemaya                   | 30 728          | Haro Maya      |
| Babille                   | 17 712          | Babille        |
| Deder                     | 12 967          | Deder          |
| Melka Rafa                | 12 615          | Kombolcha      |
| Chinaksen                 | 12 261          | Chinaksen (en) |
| Funyan Bira               | 12 048          | Gursum         |
| Chelenko                  | 10 077          | Meta           |
| Bedeno                    | 7 825           | Bedeno         |
| Aweday                    | 7 686           | Haro Maya      |
| Karamile                  | 7 435           | Goro Gutu      |

## Démographie
D'après le recensement national réalisé par l'Agence centrale de statistique d'Éthiopie en 2007, la zone compte 2 723 850 habitants et 8 % de la population est urbaine.
La plupart des habitants (96,5 %) sont musulmans et 3 % sont orthodoxes.
En 2022, la population de la zone est estimée à 3 954 416 personnes avec une densité de population de 221 personnes par km2 et 17 935 km2 de superficie.